# Pridjel Donji
Pridjel Donji je naseljeno mjesto u sastavu općine Doboj, Republika Srpska, BiH.

## Stanovništvo
| Pridjel Donji      |              |
| godina popisa      | 1991.        |
| Srbi               | 939 (95,13%) |
| Hrvati             | 9 (0,91%)    |
| Muslimani          | 4 (0,40%)    |
| Jugoslaveni        | 25 (2,53%)   |
| ostali i nepoznato | 10 (1,01%)   |
| ukupno             | 987          |

Pridjel Donji kao samostalno naseljeno mjesto postoji od popisa 1991. godine. Do tada se nalazio u sastavu bivšeg naseljenog mjesta Pridjel.